# Malena Doria
Malena Doria (r. Magdalena Doria Carrasco; 23. srpnja 1933. — 19. travnja 1999.) bila je meksička glumica. Njezina je majka bila glumica Ada Carrasco (1912. — 1994.), a suprug glumac Jorge del Campo.

## Filmografija

### Telenovele
- Mi esposa se divorcia
- Sor Juana Inés de la Cruz[2]
- Amor en el desierto
- Leyendas de México
- La cruz de Marisa Cruces
- Lucía Sombra — Deborah Duwa
- Siempre habrá un mañana — Asunción
- El manantial del milagro — Marta
- Sueño de amor — Aurelia
- No tengo madre — Gudelia

### Filmovi
Filmovi u kojima je Malena imala važnije uloge:
- La mujer de Benjamín — Micaela[3]
- One Man's War
- Se equivocó la cigüeña — Bety